# Estação Pionerskaia (metro de Moscovo)
Pionerskaia (em russo:  Пионерская) é uma das estações da linha Filiovskaia (Linha 4) do Metro de Moscovo, na Rússia. Estação «Pionerskaia» está localizada entre as estações «Kuntsevskaia» e «Filiovskii Park».